# Cerithiopsis petala
Cerithiopsis petala är en snäckart som först beskrevs av Dall 1927.  Cerithiopsis petala ingår i släktet Cerithiopsis och familjen Cerithiopsidae. Inga underarter finns listade i Catalogue of Life.